# Gettysburg, South Dakota
Gettysburg är administrativ huvudort i Potter County i South Dakota. Orten har fått sitt namn efter slaget vid Gettysburg. Enligt 2020 års folkräkning hade Gettysburg 1 104 invånare.